# Diario de un gigoló
Diario de un gigoló es una serie de televisión por internet dramática estadounidense producida por Telemundo Streaming Studios y Underground Producciones para Telemundo y Netflix, en el 2022. La serie es una historia original de Sebastián Ortega, quien también desempeña como productor ejecutivo al lado de Marcos Santana. Se lanzó a través de Netflix el 7 de septiembre de 2022.
Esta protagonizada por Jesús Castro como el personaje titular, junto con Fabiola Campomanes, Adriana Barraza, Victoria White y un reparto coral.

## Trama
Diario de un gigoló muestra la historia de Emanuel (Jesús Castro), un caballero de compañía que lleva una vida tranquila de lujos y libertad, que tras sobrevivir a una oscura infancia llena de violencia, pobreza y carencias, forja un vínculo afectivo con Minou (Adriana Barraza), una excéntrica empresaria que decide rescatarlo de las calles y lo pone bajo su protección, además de ayudarlo a realizarse en un cotizado caballero de compañía. El destino de Emanuel cambia cuando Ana (Fabiola Campomanes), una de sus clientas más frecuentes, le ofrece una tarea completamente difícil e indecoroso de realizar, seducir a su hija Julia (Victoria White) para ayudarla fortalecer y subir su autoestima. Cuando Julia aterriza a su vida, Emanuel e involucra con el paso del tiempo sentimentalmente de ella, lo que hace cuestionarse sobre sus decisiones de vida. Consumida por los celos de la relación que ella misma provocó entre Emanuel y Julia, Ana amenaza a Emanuel con contarle a Julia la verdad sobre lo que el se dedica, para poner fin a su relación amorosa. Ciego por el amor y la pasión que le tiene a Julia, Emanuel no visualiza los peligros que afectarán en un incierto futuro al lado de ella, adicionando su complicada vida como caballero de compañía.

## Reparto
Se publicó una lista de actores confirmados el 15 de noviembre de 2021, en un comunicado de prensa a través de la página web de NBCUniversal Media Village.
- Jesús Castro como Emanuel
- Victoria White como Julia
- Fabiola Campomanes como Ana
- Francisco Denis como Víctor
- Begoña Narváez como Florencia
- Eugenia Tobal como Dolores
- Alosian Vivancos como Abel
- Adriana Barraza como Minou

## Producción

### Anuncio
La serie se anunció y presentó en el Up-front de Telemundo para la temporada en televisión 2021-22.

### Rodaje
Fue filmada enteramente en Argentina, entre los meses de septiembre a diciembre de 2021.

### Promoción y lanzamiento
El 15 de diciembre de 2021, se llevó a cabo la confirmación de actores y se lanzó el primer avance promocional de la serie. Originalmente, Diario de un gigoló estaba programada para emitirse en Telemundo a finales de enero de 2022; sin embargo, el estreno se suspendió por razones desconocidas. El 25 de agosto de 2022, Netflix anunció que adquirió los derechos de la serie para lanzarla en su plataforma el 7 de septiembre de 2022 como serie web original. Finalmente en televisión lineal, la serie se estrenó el 12 de noviembre de 2022 a través de Telemundo.

## Premios y nominaciones

### Premios PRODU 2023
| Categoría                                   | Nominados                         | Resultados |
| ------------------------------------------- | --------------------------------- | ---------- |
| Mejor serie de acción, terror o thriller    | Marcos Santana y Sebastián Ortega | Pendiente  |
| Mejor Actriz de Reparto - Serie y Miniserie | Adriana Barraza                   | Pendiente  |